# Sheikh Abdullah Ahmad
Datuk Sheikh Abdullah Ahmad Bakhbereh (Johor Bahru, 20 de mayo de 1950), conocido también como Datuk Shake, es un cantante malasio. De ascendencia (Hadramout de Yemen), es un jeque de Johor, Malasia, aunque actualmente reside en Beverly Hills, California, Estados Unidos, con su esposa y sus dos más jóvenes de cuatro hijos. También es un ex-colegial del Colegio Inglés de Johor Bahru.

## Antecedentes
Sheikh vino del seno de una gran familia musical de cinco hermanos y siete hermanas (incluyendo el dueño de la tienda, Sheik Abu Bakar), en la que él era el tercero más joven de su familia. Cuando era un niño pequeño, Sheikh soñó con hacer música y costas lejanas. Pasó su adolescencia cantando en la discoteca de su ciudad natal, donde realizó varias versiones de temas musicales como la de Tom Jones, Stevie Wonder, Elvis Presley y The Beatles. Artistas europeos en Malasia, le animaron a probar esta suerte por Europa, por lo que fue allí a mediados de la década de los años 1970, instalándose en Londres, Inglaterra, en la que fue su primera parada, donde estudió durante un año con el entrenador vocal clásica, John Dolby.

## Carrera
Se fue a París, Francia, en 1976 y en pocos meses en la que se había asegurado una etiqueta para su primer single en la que fue lanzado, titulado, "Tu sais je t'aime" (Sabes Te quiero). Su nuevo single de Shake, fue todo un éxito, seguido por media docena de premios como los discos de oro y platino, todos ellos obtenidos en Francia. Fue uno de los primeros cantantes asiáticos en cantar en francés, realizó conciertos y presentaciones especiales en televisión y Shake se hizo conocer en muchos países de habla francesa.
Durante cinco años consecutivos, la sacudida recorrió Francia y Bélgica durante 70 días de cada verano. También realizó conciertos en Suiza, Grecia, Malasia, Singapur, Indonesia y Brunéi. Shake fue el invitado para cantar frente al Rey de Malasia y el sultán de Brunéi, y actuó en el Auditorio Shrine de Los Ángeles, Estados Unidos, para el Día de San Valentín para una audiencia de 6000 personas.
Las ventas de su música, han superado las 10.000 unidades en todo el mundo y en todos los países de habla francesa, entre ellos Canadá, Islas del Pacífico, África del Norte y Asia. Su álbumes han sido registrados en malayo, francés, italiano e inglés. Se presentó en muchos festivales prestigiosos: incluyendo el Festival Mundial de Música de París, en el Festival de Tokio , en el Festival de Venecia, en el Festival de Cortina y de Verona en Italia, en el Festival de Artistas en Belgrado, Yugoslavia, Indonesia y Malasia.

## Discografía en francés
- You Know I Love You (Tu sais je t'aime)
- Fort et magique
- Je viens de loin
- La Vie en fête
- Io t'amero
- La Fille que j'attendai
- Quand on ne peut pas avoir la fille qu'on aime
- On partira quand tu voudras
- I'm Singing This Song For You(Je chante cette chanson pour toi)
- De son enfance
- Rien n'est plus beau que l'amour
- Parce que je t'aime
- Les matins d'été
- Soleil aide moi
- Bebe Rock N'roller
- C'est plus facile a deux
- Viens valser dans ma vie
- Trocadero bleu citron
- Ne me regarde pas
- L'Étranger au paradis
- Pour un train qui part
- We've Got Love
- Chavirer la France
- Angel
- Les Enfants du soleil levant
- Elle s'en va
- Paradis des anges
- Pense à moi
- Vieux de cœur
- La Fille que je préfère
- Dis pourquoi
- Begawan Solo (La Rivière de l'amour)
- Une belle en plein cœur
- Le Cœur à côté de toi
- Love Love Love
- Changer de style
- Donne une chance a la vie
- Animal tropical
- Danger d'amour
- Avec elle
- L'Amour le plus long
- Suzan
- Le Code l'amou
- Sorry Sandy
- Je suis là
- Let Me Be Your N°1
- Sammy's Song
- Change
- Good Morning Love
- What Now My Love
- Les Poisons
- Peace
- Et maintenant
- Démons et merveille